# Дю Лют, Даниэль Гресолон
Даниэль Гресолон дю Лют (фр. Daniel Greysolon, sieur du Lhut; ок. 1639 — 25 февраля 1710 года) — французский военнослужащий и исследователь Северной Америки, первым из европейцев посетил район, где в настоящее время находится город Дулут.

## Биография

### Ранние годы
Даниэль Гресолон дю Лют родился около 1639 года в коммуне Сен-Жермен-Лаваль близ города Сент-Этьен. Он получил в молодости образование и в 1657 году в чине лейтенанта был зачислен в Лионский полк. В 1664 году дю Лют поступает в полк королевских жандармов, элитное подразделение, куда принимались только дворяне. В составе полка он участвует в кампании принца Конде 1674 года против голландско-испанско-австрийской армии, являясь одним из адъютантов командующего.

### Новая Франция
До 1674 года дю Лют успел совершить два путешествия в Новую Францию, где уже проживали два его родственника, а в 1675 году он перебирается туда навсегда. Дю Лют селится в Монреале и по поручению губернатора Новой Франции Луи де Бюада де Фронтенака начинает устанавливать торговые связи с племенами сиу, ища новые источники поступления пушнины.
В сентябре 1678 года он в сопровождении семи французов и трёх индейцев совершает путешествие в районы севернее озера Верхнее с целью установить мир между сиу и оджибве и утвердить там французское влияние. Эта экспедиция заняла несколько лет. 2 июля 1679 года дю Лют водрузил флаг Франции в большом поселении мдевакантон-сиу в районе озера Милл-Лакс. В июне 1680 года путешественник услышал о захвате трёх членов исследовательской партии Кавелье де Ла Саля, попавших в плен к сиу. Получив известие о французских невольниках, среди которых находился католический священник Луи Энпен, дю Лют сразу же отправился к индейцам и потребовал освобождения пленников. Он сумел освободить соотечественников, но при этом нарушил законы, запрещающие торговлю с туземцами без одобрения правительства, что в конечном итоге привело к тому, что против него выдвинули ряд обвинений. Узнав об этом, дю Лют в марте 1681 года спешно возвращается в Монреаль, где его берёт под своё покровительство Фронтенак, а затем, возвращается во Францию, где представляет отчёт о своих путешествиях и опровергает возведённые против него обвинения. Он также просит позволения продолжать исследование Северной Америки. Позже, все обвинения против него были сняты.
Осенью 1682 года дю Лют возвращается в Новую Францию. Новый губернатор территории Жозеф-Антуан де Ла Барр делает его одним из своих ближайших помощников. В 1683 году дю Лют отправляется к верховьям реки Миссисипи во главе партии из 15 каноэ с указанием помешать индейцам этих земель торговать с англичанами и побудить их выступить против ирокезов, союзников Англии. В 1684—85 годах в этом районе основываются два французских торговых поста, которые возглавляет младший брат дю Люта Клод Гресолон де Ла Туретт. Власти Новой Франции вновь обвиняют дю Люта в том, что его действия преследуют личные интересы, а не интересы колонии, но это никак не отразилось на торговой деятельности обоих братьев.
В 1684 году, когда де Ла Барр организовал кампанию против ирокезов, дю Лют, Морель де Ла Дюрантай и Николя Перро привели для участия в ней 500 индейских воинов западных племён. В 1687 году дю Лют привёл 400 воинов для участия в походе против сенека. Вскоре после этого, страдая от подагры, он был вынужден вернуться в Канаду, но уже через два года он нанёс поражение военному отряду ирокезов. В 1896 году дю Лют сопровождал войско Фронтенака в походе на онондага и онайда и был произведён в чин капитана.
Даниэль Гресолон дю Лют провёл последние годы жизни в Монреале, где и скончался 25 февраля 1710 года.

## Память
В честь дю Люта назван город в штате Миннесота, административный центр округа Сент-Луис,  а также авеню в Монреале.

## Образ в литературе
Даниэль Гресолон дю Лют является одним из героев историко-приключенческого романа Артура Конана Дойла «Изгнанники». При его написании автор пользовался историческими трудами Фрэнсиса Паркмена.